# Reaktywne formy tlenu

Struktura reaktywnych form tlenu: 1) tlen trypletowy, 2) tlen singletowy, 3) anionowy rodnik ponadtlenkowy, 4) nadtlenek wodoru, 5) rodnik hydroksylowy

Reaktywne formy tlenu, RFT (lub ROS, od ang. reactive oxygen species) – reaktywne indywidua chemiczne zawierające w swoim składzie atomy tlenu z niesparowanym elektronem (rodniki) lub wiązania O–O i zdolne do uczestniczenia w reakcjach chemicznych, które odgrywają znaczącą rolę w metabolizmie i starzeniu się organizmów żywych.

## Klasyfikacja
Reaktywne formy tlenu będące rodnikami:
- anionorodnik ponadtlenkowy O2•−
- rodnik wodoronadtlenkowy HO2•
- rodnik hydroksylowy HO•
- rodnik alkoksylowy RO•

Reaktywne formy tlenu niebędące rodnikami (niemające niesparowanego elektronu):
- tlen singletowy 1O2
- ozon O3
- nadtlenek wodoru H2O2

## Charakterystyka
Niektóre reaktywne formy tlenu są naturalnymi produktami metabolizmu, inne powstają w układach nieożywionych.
Najbardziej rozpowszechnione RFT w organizmach żywych to anionorodnik ponadtlenkowy i rodnik wodoronadtlenkowy. Powstają one podczas wycieku elektronów z łańcucha oddechowego. Anionorodnik ponadtlenkowy może również powstać w procesie redukcji tlenu cząsteczkowego przez mieloperoksydazę i oksydazę NADPH – kluczowe enzymy uczestniczące w pierwszej linii obrony przed patogenami. Dalsza redukcja przez dysmutazę ponadtlenkową powoduje powstanie nadtlenku wodoru. Anionorodnik ponadtlenkowy może również ulec konwersji do rodnika wodoronadtlenkowego, alkoksylowego i hydroksylowego.
Stanowią ważny składnik przekazu sygnału w organizmach żywych. W pewnych sytuacjach poziom RFT może gwałtownie wzrosnąć prowadząc do uszkodzenia struktur w komórkach. Zjawisko to nazywa się stresem oksydacyjnym. Komórki bronią się przed nim zwiększając ekspresję enzymów takich jak katalazy i dysmutazy ponadtlenkowe. Niskocząsteczkowe przeciwutleniacze, takie jak kwas askorbinowy (witamina C), kwas moczowy lub glutation również pełnią rolę ochronną przed stresem oksydacyjnym.

## Reaktywne formy tlenu w regulacji procesów fizjologicznych
RFT uczestniczą w wielu procesach komórkowych. Są to, między innymi:
- sprzężenie oksydacyjno-fosforylacyjne, które zachodzi w mitochondriach i dostarcza energii komórkom
- apoptoza, czyli zaprogramowana autodestrukcja komórek
- krzepnięcie krwi.

Szereg substancji będących środkami medycznymi powoduje wytwarzanie RFT. Prowadzą do tego ich nieenzymatyczne reakcje z tlenem lub reakcje redoks wewnątrz komórek. Zwiększona produkcja RFT występuje podczas wysiłku fizycznego i po jego zakończeniu. Intensywny wysiłek cechuje m.in. wzrost peroksydacji lipidów i poziomu uszkodzeń DNA. W 2014 laureat nagrody Nobla James Watson przedstawił hipotezę sugerującą, że niedobór RFT jest związany z występowaniem cukrzycy, otępienia, chorób układu krążenia i niektórych postaci nowotworów.
W odpowiedzi na wzrost stężeń RFT często zachodzi wzrost aktywności enzymów rozkładających te formy i wzrost stężeń niskocząsteczkowych przeciwutleniaczy.
Działanie RFT w komórce nie musi ograniczać się do negatywnych efektów. Gdy występują one w stężeniu fizjologicznym, mogą odgrywać ważną rolę w prawidłowym funkcjonowaniu komórek, poprzez udział w sygnalizacji komórkowej i regulację takich procesów jak: proliferacja, różnicowanie, apoptoza i migracja. W organizmach żywych istotne jest utrzymywanie odpowiedniej homeostazy prooksydacyjno-antyoksydacyjnej.
Ma to miejsce w:
- obronie przed inwazją mikroorganizmów
- walce z pasożytami
- niektórych reakcjach metabolicznych, gdzie RFT pełnią rolę substratów (np. tworzenie tyroksyny – hormonu tarczycy)
- reakcjach niektórych enzymów – też jako substraty (np. dioksygeneza indolowa)
- terapiach, gdzie wykorzystywana jest hormeza radiacyjna (np. kąpiele i inhalacje radonowe)[9]
- procesach aktywowania niektórych enzymów
- procesach aktywowania niektórych białek transportowych
- modyfikowaniu szlaków przekazywania informacji do komórki
- szeregu zastosowań tlenku azotu (np. nitrogliceryna, syldenafil)
- procesie apoptozy – sygnalizowaniu, inicjowaniu i egzekucji programowanej śmierci komórki[10].

Nadmierne wytwarzanie RFT wywołane jest stresem oksydacyjnym, który pojawia się w wielu stanach patologicznych i leczenia, na przykład w czasie terapii fotodynamicznej.
Stężenie reaktywnych form tlenu jest ściśle regulowane w komórce przez antyoksydanty, takie jak zmiatacze wolnych rodników, glutation, tokoferole oraz enzymy antyoksydacyjne. Zaburzenie równowagi między związkami prooksydacyjnymi i antyoksydacyjnymi wywołuje stres oksydacyjny, który może doprowadzić do uszkodzenia, a także śmierci komórki na drodze apoptozy lub nekrozy. Śmierć komórki wywołana jest upośledzeniem jej funkcji przez utlenienie jej składników, takich jak białka.
RFT mogą również pełnić rolę regulatora u roślin. W organizmach zwierzęcych mogą wzmagać odpowiedź immunologiczną (głównie na patogeny zewnątrzkomórkowe), regulować adhezję komórkową oraz indukować odpowiedź na hipoksję (poprzez produkcję czynnika HIF1).
Szybkość i łatwość dyfuzji RFT oraz ich zdolność do niespecyficznego reagowania z wieloma składnikami komórki może prowadzić do zaburzenia funkcjonowania komórki oraz być przyczyną wielu chorób (cukrzycy, miażdżycy, nowotworów, choroby Alzheimera, choroby Parkinsona).

### RFT w regulacji śmierci komórki
Reaktywne formy tlenu, które powstają w komórce w odpowiedzi na stres oksydacyjny mogą stymulować śmierć komórki przez aktywację szlaków apoptotycznych lub oddziaływanie na inne białka komórki. Reagując z białkami, upośledzają ich funkcję na skutek utleniania. Uszkodzenia białek mogą stać się sygnałem dla komórki aby weszła w proces apoptozy.
Indukcja apoptozy może zostać wywołana również przez uszkodzenia DNA, usunięcie czynników wzrostu lub wiązanie się specyficznych ligandów do receptorów śmierci. Czynniki te powodują modyfikacje potranslacyjne w białkach (fosforylacja, cięcie białek charakterystyczne dla szlaków kaspaz) prowadzące do apoptozy.

### Modyfikacje białek indukowane reaktywnymi formami tlenu
RFT uszkadzają białka, które w efekcie mogą wpływać na szlaki przekazywania sygnału. Zmiany te mogą być odwracalne, np. modyfikacja reszt cysteinowych lub nieodwracalne, jak karbonylacja i powstawanie dityrozyny.
| Aminokwas               | RFT         | Produkt |
| ----------------------- | ----------- | --- |
| Arg                     | HO• (+inne) | kwas 5-hydroksy-2-aminowalerianowy |
| Cys                     | NO          | S-nitrozylacja |
| Cys                     | HO• (+inne) | Cys-SH, Cys-SOH, Cys-SO2H,Cys-SO3H, utworzenie mostków dwusiarczkowych – wewnątrz- lub międzycząsteczkowych, lub mieszanych, Cys-S-S-glutation |
| Glu                     | HO• (+inne) | wodoronadtlenki kwasu glutaminowego |
| His                     | HO• (+inne) | 2-oksyhistydyna/2-oksohistydyna |
| Leu/Val/Lys/Pro/Ile/Tyr | HO• (+inne) | wodoronadtlenki i hydroksypochodne aminokwasów                                                                                                 |
| Lys, Arg, Pro, Thr      | HO• (+inne) | utworzenie grupy karbonylowej przez bezpośrednie utlenienie                                                                                    |
| Lys, Cys, His           | HO• (+inne) | karbonylacja przez oddziaływanie z produktami utleniania lipidów i glikanów                                                                    |
| Met                     | HO• (+inne) | sulfotlenek metioniny |
| Phe                     | HO•         | o-tyrozyna, m-tyrozyna |
| Trp                     | HO• (+inne) | N-formylokinurenina, kinurenina, 5-hydroksytryptofan, 7-hydroksytryptofan                                                                      |
| Tyr                     | HO          | DOPA |
| Tyr                     | HOCl        | 3-chlorotyrozyna |
| Tyr                     | HO• (+inne) | dityrozyna (Tyr-Tyr) |

### Udział RFT w regulacji migracji komórek
Istnieje wiele szlaków sygnałowych zależnych od RFT, zaangażowanych w regulację aktywności ruchowej komórek zwierzęcych zarówno prawidłowych, jak i nowotworowych. Bardzo ważnym mechanizmem regulującym aktywność białek związanych z migracją komórek są reakcje fosforylacji i defosforylacji. Modyfikacja działania tych szlaków poprzez regulację aktywności niektórych białek enzymatycznych może być efektem ich odwracalnego utleniania przez reaktywne formy tlenu. RFT ingerują w szlaki przekazywania sygnałów poprzez zahamowanie aktywności fosfataz. Dochodzi do utlenienia reszt cysteinowych znajdujących się w centrum aktywnym fosfataz, czego skutkiem jest ich inaktywacja, co w konsekwencji wpływa to na funkcjonowanie wielu kaskad sygnalizacji wewnątrzkomórkowej.